# 昆格勒省
13°59′N 14°48′W / 13.983°N 14.800°W
昆格勒省（法語：Département de Koungheul），是塞內加爾的省份，位於該國中部，由卡夫林區負責管轄，首府設於昆格勒，西南面是卡夫林省，始建於2008年7月10日，2013年人口163,438。